# Tribunal Distrital dos Estados Unidos para o Distrito de Rhode Island

O fórum do Tribunal Distrital dos Estados Unidos para o Distrito de Rhode Island está localizado no Edifício Federal em Providence.

O Tribunal Distrital dos Estados Unidos para o Distrito de Rhode Island é o tribunal distrital federal cuja jurisdição é o estado de Rhode Island . O Tribunal Distrital foi criado em 1790, quando Rhode Island ratificou a Constituição. 
Os recursos do Distrito de Rhode Island são levados ao Tribunal de Apelações dos Estados Unidos para o Primeiro Circuito (exceto para reivindicações de patentes e reivindicações contra o governo dos EUA sob a Lei Tucker, que são recorridas no Circuito Federal ).
O Procurador dos Estados Unidos para o Distrito de Rhode Island representa os Estados Unidos em litígios civis e criminais no tribunal. Desde 13 de dezembro de  2021 o Procurador dos Estados Unidos é Zachary A. Cunha . 

## Juízes atuais
Desde 12 de março de  2024:
| Título         | Juiz                  | Posto de serviço          | Ano de nascimento | Apontado por   |
| -------------- | --------------------- | ------------------------- | ----------------- | -------------- |
| Juiz Chefe     | John J. McConnell Jr. | Providence (Rhode Island) | 1958              | Barack Obama   |
| Juiz Distrital | William E. Smith      | Providence (Rhode Island) | 1959              | George W. Bush |
| Juiz Distrital | Mary S. McElroy       | Providence (Rhode Island) | 1965              | Donald Trump   |
| Juiz Distrital | Melissa R. DuBose     | Providence (Rhode Island) | 1968              | Joe Biden      |
| Juiz Senior    | Mary M. Lisi          | Inativo                   | 1950              | Bill Clinton   |